# Liste der K-On!-Charaktere
Dies ist eine Liste der Charaktere aus dem Franchise K-On!. Sowohl der Anime als auch die Musikveröffentlichungen, die unter den Namen der Charaktere erfolgten, konnten innerhalb Japans verschiedene Rekorde hinsichtlich der Verkaufszahlen einstellen. Dadurch erreichten auch die Figuren weitreichende Bekanntheit, die auch über die Landesgrenze hinweg reichte. Auffällig ist dabei, dass keine der namentlich genannten Figuren männlich ist und das ebenfalls die Eltern der Schülerinnen vollständig ausgelassen wurden, bzw. nie zu sehen sind.

## Hauptfiguren
Das Werk konzentriert sich auf den Schulclub „Popmusik“, der als Schülerband Hōkago Tea Time (放課後ティータイム, dt. „Teezeit nach der Schule“) auftritt. Der Club und somit auch die Band besteht aus den fünf Oberschülerinnen Yui Hirasawa, Mio Akiyama, Ritsu Tainaka, Tsumugi Kotobuki und der erst etwas später hinzustoßenden Azusa Nakano. Die Familiennamen der Charaktere wurden dabei leicht abgeändert von den Mitgliedern der japanischen Band P-Model übernommen. Allen fünf Hauptfiguren ist gemein, dass sie gewisse Charakterdefizite besitzen, die sie im Verlauf immer weiter, aber nicht vollständig, abbauen können. Dennoch finden die Mädchen zusammen und harmonieren miteinander, was sich auch in ihrer Musik niederschlägt, die weder wesentlich gut gespielt, noch professionell ist, aber dennoch ihr Publikum begeistern kann. Als Schülerinnen haben sie darüber hinaus mit den typischen Problemen des Schulalltags zu kämpfen, was sie zu sehr engen Freundinnen werden lässt.

### Yui Hirasawa
平沢 唯, Hirasawa Yui, gesprochen von: Aki Toyosaki (Japanisch), Julia Meynen (Deutsch)

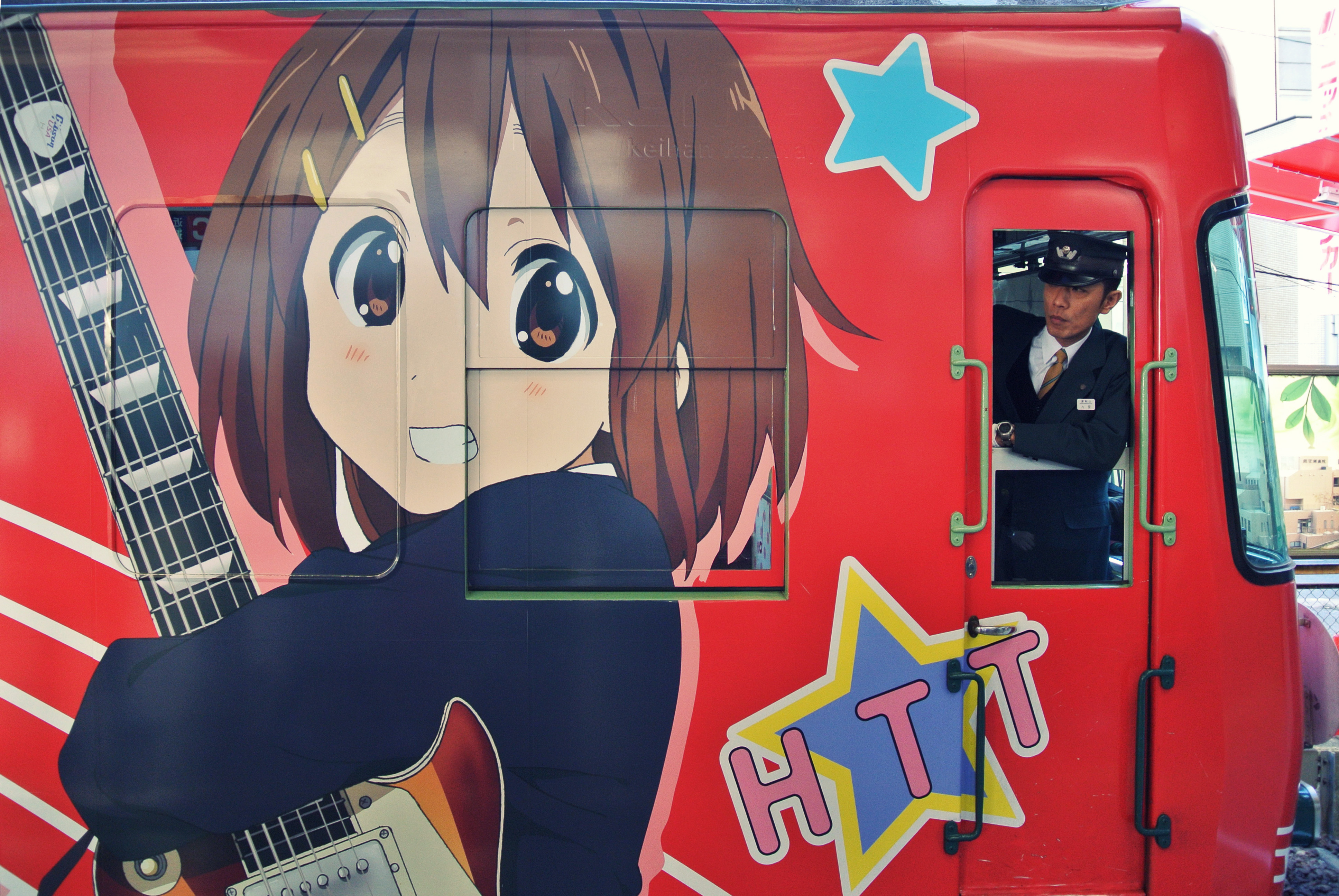
Yui Hirasawa

Bei Yui handelt es sich um eine ziemlich ungeschickte, beinahe weltfremde Schlafmütze, mit übertriebenen Vorstellungen und einer großen Vorliebe fürs Essen. In der Schule erbringt sie eher durchschnittliche Leistungen, ist wenig entschlussfreudig und würde am liebsten die meiste Zeit damit verbringen irgendwo herumzulungern. Entsprechend besitzt sie keinerlei Erfahrung im Umgang mit Musikinstrumenten und muss zunächst einmal erst das Spielen der Gitarre erlernen. Hinzu kommt das sie zunächst auch über keine eigene Gitarre verfügt, sich im Laufe der Handlung im Anime eine Gibson Les Paul Standard Heritage Cherry Sunburst zulegt, die sie Gīta (ギー太) nennt. In der Mangavorlage war dies ein unbekanntes Modell mit Honey-Burst-Finish.
Darüber hinaus ist sie die Jahre ältere Schwester von Ui Hirasawa, von der sie sich immer wieder bewirten und verwöhnen lässt, wenn Tsumugi Kotobuki sie nicht gerade in der Schule mit einer exquisiten Speise nach der anderen verwöhnt. Trotz ihrer sehr nichtsnutzig wirkenden Erscheinung spielt sie aber überaus gerne Gitarre (sie schläft sogar mit ihr). Jedoch besitzt sie kaum ein Verständnis für Noten, was sie aber mit ihrem absoluten Gehör wieder ausgleichen kann. Ebenso versteht sie es während der Auftritte sehr viel Spaß und Energie auf das Publikum und ihre Freundinnen übertragen, was ihr große Reaktionen im Publikum beschert, auch wenn sie sich dessen eigentlich gar nicht bewusst ist. Fortgeführt wird diese Reihe von Gegensätzen mit ihrer gut klingenden Gesangsstimme. Wobei sie zugleich aber auch dafür bekannt ist, mitten während der Veranstaltung ihren Text zu vergessen.

### Ritsu Tainaka
田井中 律, Tainaka Ritsu, gesprochen von: Satomi Satō (Japanisch), Jennifer Weiß (Deutsch)
Ritsu Tainaka ist die forsche Vorsitzende des Clubs. Sie ist ein Wildfang mit einer vielseitigen Persönlichkeit und findet sich häufig in einem riesigen Berg von Problemen wieder, da sie immer wieder wichtige Ereignisse oder Ankündigungen unterschlägt. In der Band spielt sie das Schlagzeug, ein Yamaha Hipgig, für das sie sich nach eigener Aussage entschieden hatte, da es „cool“ sei. Im Verlauf der Handlung stellt sich aber auch heraus, dass sie erhebliche Probleme im Umgang mit anderen Instrumenten besitzt, die Fingerfertigkeit verlangen. Seit ihrer Kindheit ist sie besonders eng mit Mio Akiyama befreundet. Wobei Ritsu immer wieder dazu tendiert Mio provozieren zu wollen, weshalb sie sich im Gegenzug immer wieder einige Kopfnüsse durch Mio einhandelt. Später weitet sie ihre Provokationen auch auf Sawako aus. Dabei befindet sie sich oftmals mit Yui auf gleicher Wellenlänge, was zu Gedankengängen führt, bei denen die anderen Charaktere nur abwinken können. Dennoch geht sie zielstrebig ihren Zielen nach, auch wenn sie die Ergebnisse Prüfungen lieber auswürfelt als dafür zu lernen.

### Mio Akiyama
秋山 澪, Akiyama Mio, gesprochen von: Yōko Hikasa (Japanisch), Anita Hopt (Deutsch)
Mio ist im Gegensatz zu Ritsu und Yui von zurückhaltender Natur und begegnet den Dingen mit Anstand, was sie im Vergleich zu den anderen Mitgliedern wesentlich erwachsener wirken lässt. Jedoch ist sie sehr schnell zu verängstigen und fürchtet sich davor im Mittelpunkt zu stehen. Aus diesem Grund wählte sie einen linkshändige Bassgitarre. Im Anime und Manga ist dies ein 3-Color Sunburst Fender Jazz Bass. In der Band gibt sie zunächst Yui Gitarrenunterricht und ist darum bemüht das die ausartenden Kaffeepausen nicht die Oberhand gewinnen. Ihr Verhalten schlägt sich auch in den schulischen Leistungen nieder, sodass sie zu den besten Schülerinnen ihres Jahrgangs gehört, weshalb sie für Yui zu einer wichtigen Stütze wird. Durch ihre Angst kommt es zu zahlreichen Konfrontationen zwischen ihr und der Clubbetreuerin Sawako Yamanaka, die sie am liebsten für Auftritte in eine ihrer ausgefallenen Kostümkreationen stecken würde, was Mio jedoch in Panik versetzt. Sie ist zudem die Songwriterin der Bandlieder. Mio ist überhaupt nicht wohl bei dem Gedanken einen eigenen Fanclub in der Schule zu besitzen, woran hauptsächlich ein grober Patzer am Ende des ersten gemeinsamen Auftritts schuld war.

### Tsumugi Kotobuki
琴吹 紬, Kotobuki Tsumugi, gesprochen von: Minako Kotobuki (Japanisch), Marianne Graffam (Deutsch)
Tsumugi, kurz Mugi genannt, ist ein Mädchen mit einer liebenswürdigen und vornehmen aber auch naiven Persönlichkeit, die im Club die Rolle als Keyboard-Spielerin erfüllt. Dabei verwendet sie ein Korg Triton Extreme 76 und ist überaus erfahren in dessen Umgang, da sie bereits mehrere Klavierwettbewerbe gewonnen hat. Sie entstammt einer sehr reichen Familie, die diverse Villen und ganze Geschäftsketten in ganz Japan besitzt. Dadurch ist sie in der Lage, immer wieder kostspielige Süßigkeiten, Tee oder Porzellan mit in die Musik AG zu bringen, die sonst sowieso nur rumstehen würden. Außerdem nutzt sie ihrem Schulclub auch dadurch, dass sie immer wieder im Musikalienladen die Preise drückt (da der Angestellte sie als Tochter seines Arbeitgebers erkennt) oder stellt ein Ferienhaus für Exkursionen zur Verfügung. Ihr Markenzeichen sind ihre überaus dicken Augenbrauen, die sie optisch von den anderen Charakteren abheben, deren Augenbrauen wesentlich dünner dargestellt sind.
Auch sie tendiert immer wieder zu recht kindischem Verhalten, da sie alle möglichen Dinge ausprobieren oder erlebt haben will, die auch die nicht reichen Schüler erfahren haben. Dieses Verhalten wird besonders in der 14. Folge der zweiten Staffel thematisiert, in der sie versucht von Mio eine Kopfnuss zu erhalten, wie sie Ritsu regelmäßig verpasst bekommt. Aber ungeachtet ihrer liebenswürdigen bis naiven Art wird angedeutet, dass sie sich gegenüber Angestellten völlig anders verhält (so wird Ritsu am Telefon Zeuge wie Mugi Bedienstete anbrüllt und auch der Angestellte des Musikladens scheint sich vor ihr regelrecht zu fürchten).

### Azusa Nakano
中野 梓, Nakano Azusa, gesprochen von: Ayana Taketatsu (Japanisch), Kristina Tietz (Deutsch)
Azusa tritt erst ein Jahr später dem Popmusikclub bei und spielt eine E-Gitarre des Modells Fender Mustang Dakota Red. Sie besucht zusammen mit Ui den ersten Jahrgang und gibt sich selbst als Anfängerin aus, obwohl sie bereits seit der vierten Klasse Gitarre spielt und ihre Eltern in einer Jazz-Band spielen. Dementsprechend ist sie den anderen Mitgliedern vom spielerischen Können weit überlegen und hat zunächst Probleme sich mit der verspielten, fast nur Tee trinkenden und Kuchen essenden Art der andren Clubmitglieder anzufreunden. So unternimmt sie mehrere Versuche um dieses Verhalten zu ändern, scheitert aber nahezu vollständig. Zudem wird sie zum neuen Opfer für „Cosplay-Attacken“ von Sawako, nachdem zuvor Mio diese Rolle innehatte. So wird sie bereits kurz nach der Begrüßung mit Katzenohren „gepeinigt“. Als Reaktion darauf wird ihr auch der Spitzname Azu-nyan (Wortspiel mit Azusa und nyan (deutsch: „miau“)) gegeben. Aber auch sie offenbart eine Schwäche für Kuchen und findet nach ersten Schwierigkeiten zur Band zurück.
Gegen Ende der zweiten Staffel wird offensichtlich, dass sie sich viele Verhaltensmuster der anderen Mitglieder angeeignet hat und nicht mehr die absolut zielstrebige und ernsthafte Schülerin ist.
Azusa ist sehr anfällig für Sonnenlicht und selbst Sonnencreme kann nicht verhindern, dass sie binnen kürzester Zeit Tiefengebräunt ist, was dazu führt, dass Freundinnen sie nicht wiedererkennen.

## Nebenfiguren

### Sawako Yamanaka
山中 さわ子, Yamanaka Sawako, gesprochen von: Asami Sanada (Japanisch), Antje von der Ahe (Deutsch)
Sawako ist eine Lehrerin der Schule und gilt in den Augen vieler als Vorbild. Sie gibt insbesondere Musikunterricht und leitet das schulische Blasorchester. Wie sich jedoch bald herausstellt, war sie einst Mitglied des früher existierenden Unterhaltungsmusikclubs, was sie aber unter allen Umständen zu verschweigen versucht, da sie zusammen mit den ehemaligen Mitgliedern Heavy Metal gespielt hatte. Das würde derzeit überhaupt nicht zu dem Image passen, welches sie zu vermitteln sucht. Dies ist aber zugleich auch der Aufhänger, den die Schülerinnen nutzen können, um sie mehr oder weniger mit ihrer Vergangenheit zu erpressen, sodass sie sich auch als Leiterin des neuen Unterhaltungsmusikclubs verpflichtet.
In Wirklichkeit ist die schüchtern und eifrig wirkende Brillenträgerin eher unordentlich, von wilder Natur und hat Freude daran, die Clubmitglieder in Cosplay-Kostüme zu stecken, was besonders Mio und später auch Azusa abschreckt. In der Liebe hatte sie bisher kein Glück, was vor allem auf ihr wildes Image zu Schulzeiten zurückgeht, dass sie sich eigentlich zugelegt hatte, um einen Jungen zu gefallen, der sie bis dahin für zu unauffällig hielt. Jedoch war sie ihm schließlich schon wieder zu wild, so dass sich nichts daraus ergab.
Ihr Name ist angelehnt an den Sänger und Gitarristen Sawao Yamanaka.

### Nodoka Manabe
真鍋 和, Manabe Nodoka, gesprochen von: Chika Fujitō (Japanisch), Shalin Rogall (Deutsch)
Nodoka ist eine Kindheitsfreundin von Yui und Mitglied der Schülervertretung. Als durchschnittliche, fleißige, intelligente und wohlerzogene Schülerin ist sie immer wieder von den seltsamen Verhaltensweisen des Clubs und seiner Mitglieder verwundert. Insbesondere betrifft dies Ritsu, die als Leitung der Band stets vergisst, die nötigen Anträge rechtzeitig einzureichen, was Nodoka immer wieder in Schwierigkeiten bringt. Dennoch unterstützt sie die Band und beteiligt sich an einigen ihrer verrückten Aktionen.
Ihr Nachname ist abgeleitet von dem Gitarristen Yoshiaki Manabe.

### Ui Hirasawa
平沢 憂, Hirasawa Ui, gesprochen von: Madoka Yonezawa (Japanisch), Tabea Börner (Deutsch)
Ui ist Yuis jüngere Schwester, die zu Beginn der Handlung noch die Mittelschule besucht und später an die gleiche Oberschule wie Yui wechselt. Trotz äußerlicher Ähnlichkeit kann sie als komplettes Gegenteil von Yui beschrieben werden. Sie hinterlässt einen erwachsenen, intelligenten und verantwortungsbewussten Eindruck und kann problemlos den Haushalt alleine führen. Obwohl ihr Yui keine wirkliche Hilfe ist, sondern eher eine Last, besitzen beide eine unerschütterliche und gute Beziehung zueinander. Wobei es Ui mit der Sorge um ihre Schwester durchaus übertreibt, was in diesen Momenten eher gegen ihre anfangs beschriebenen Eigenschaften spricht. Nachdem ihre Schwester und die anderen graduieren, schließt sie sich dem Leichtmusikklub unter Azusa an.

### Jun Suzuki
鈴木 純, Suzuki Jun, gesprochen von: Yoriko Nagata (Japanisch), Anja Rybiczka (Deutsch)
Jun ist die Freundin und Klassenkameradin von Ui und Azusa. Als die drei an die Oberschule kamen, empfahl Ui Jun, sich der Band ihrer Schwester anzuschließen. Da die Mitglieder jedoch zufällig Dienstmädchen-Uniformen auf Drängen von Sawako anprobierten als Jun sie besuchte, wurde sie von einem Beitritt abgeschreckt. Jun schloss sich daher dem Jazzklub an. Da sie mit einer Yamaha SBV-500 PearlWhite wie Mio den Bass spielt, ist sie ein Fan von ihr. Da sie immer wieder von den Erlebnissen und Aktivitäten des Popmusikklubs hört, bereut sie diesem nicht beigetreten zu sein. Nachdem Yui und die anderen graduieren schließt, sie sich diesem unter Azusa an.